# Norma Pons
Norma Pons, all'anagrafe Norma Delia Orizi (Rosario, 18 agosto 1943 – Buenos Aires, 29 aprile 2014), è stata un'attrice  e vedette argentina.

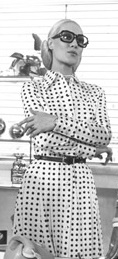
Norma Pons (1943-2014)

Tra cinema e televisione, partecipò ad una trentina di differenti produzioni, a partire dalla fine degli anni sessanta. Era nota tra l'altro per i suoi ruoli in film quali Sotto voce (1996) e e per la partecipazione a programmi televisivi quali Gasalla, El palacio de la risa, ecc.

A teatro, si segnala il suo sodalizio, durato 17 anni, con l'attore e regista Antonio Gasalla.
Era la sorella dell'attrice Mimí Pons.

## Biografia

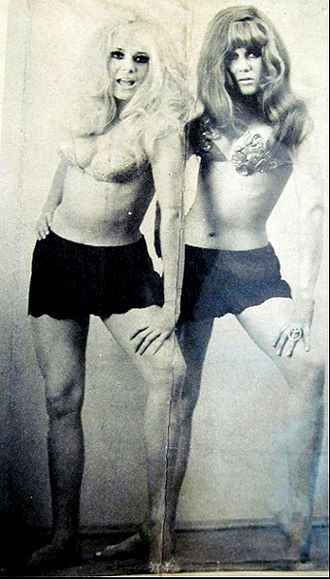
Norma Pons assieme alla sorella Mimí Pons nel 1970

### Morte
Norma Pons si spegne il 29 aprile 2014  a causa di un arresto cardiaco che la coglie nel sonno nel suo appartamento nel quartiere di Palermo, a Buenos Aires.

## Filmografia

### Cinema
- Mannequín... alta tensión (1968)
- El bulín (1969)
- Los debutantes en el amor (1970)
- El hombre del año (1970)

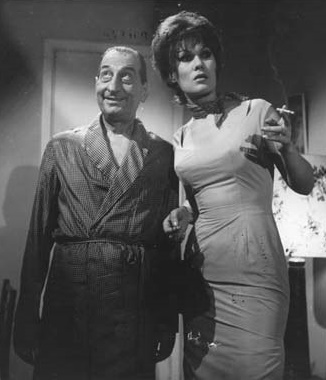
Norma Pons assieme a Fidel Pintos nel film El bulín (1969)

- Crimen en el hotel alojamiento (1974)
- La guerra de los sostenes (1976)
- La noche viene movida (1980)
- Sotto voce (1996)
- Sola, como en silencio (2004) - Delia Garzón
- Génesis - cortometraggio (2006)
- El cine de Maite (2008)
- Esa soy yo - cortometraggio (2010)
- Intolerancia - cortometraggio (2010) - Sig.ra De Loreto
- Franzie (2010) - Adriana
- Hermanitos del fin del mundo (2011) - Malta Dalton
- El pozo (2012)

### Televisione
- Ella contra mí - serie TV (1988)
- Franco Buenaventura, el profe - serie TV (1 episodio) (2002)
- La peluquería de los Mateos - serie TV (2003)
- El deseo - serie TV (2004)
- Una familia especial - serie TV (2005)
- Los cuentos de Fontanarrosa - miniserie TV (2006)
- Los únicos - serie TV (1 episodio) (2011)
- El hombre de tu vida - miniserie TV (1 episodio) (2011)
- Víndica - miniserie TV (1 episodio) (2011)
- Historias de la primera vez - miniserie TV (1 episodio) (2011)
- Maltratadas - miniserie TV (1 episodio) (2011)
- Los únicos (2012)

## Programmi televisivi
- Gasalla - serie TV (1988)
- El mundo de Gasalla - (1990)
- Gasalla 91 (1991)
- El palacio de la risa  (1994)
- Gasalla en Libertad (1997)

## Teatro (lista parziale)
- Chin chin... verano y soda (1965)
- Vos que lo tenés, cuidalo (1965)
- Nerón vuelve (1971)
- Mi complejo con el champagne (1980)
- Gasalla es el Maipo y el Maipo es Gasalla (1987)
- Gasalla en el Lido (1988)
- El mundo de Antonio Gasalla (1992)
- Cocinando con Elisa (1997)
- Picadillo de carne (2003)
- Ocho mujeres (2013)
- La casa de Bernarda Alba (2013)

## Premi & riconoscimenti (lista parziale)
- Condor d'argento agli Argentinean Film Critics Association Awards 
  - 1997 Miglior attrice non protagonista per Sotto voce[6]
- Premio Martín Fierro
  - 2002 Miglior attrice in un programma comico per El palacio de la risa[3][6]
- Estrella de Mar de Oro 
  - La casa de Bernarda Alba[4][5][8]